# МВ-5
МВ-5 — радянський механічний підривач натискної дії.

## Будова
Підривач складається з таких конструктивних елементів:
- корпус
- ковпачок
- ударник
- пружина
- кулька
- запал МД-2

## Принцип дії
Кулька розміщена в отворі корпусу і входить у жолоб ударника, утримуючи його взведеним. Пружина при цьому сниснута між ковпачком і ударником.
Ковпачок має два виступи: внутрішній і зовнішній. Внутрішній виступ впирається в поздовжній паз на корпусі, блокуючи рух ковпачка вгору. При натисканні на ковпачок він, зжимаючи пружину, рухається вздовж корпусу доти, доки кулька з жолоба ударника не випадає через отвір у корпусі в зовнішній виступ ковпачка. У цей момент ударник звільняється і під дією пружини б'є по капсулю-спалахувачу запала МД-2 викличаючи його вибух.